# Superbe (Schiff, 1785)
Die Superbe war ein nominell 74-Kanonen-Linienschiff (Zweidecker) 2. Ranges der Téméraire-Klasse der französischen Marine, das von 1785 bis 1795 in Dienst stand.

## Geschichte
Die spätere Superbe wurde am 15. Februar 1782 bestellt und gehörte zu den ersten Schiffe ihrer Klasse. Sie wurde im Juli 1782 im Marinearsenal von Brest unter der Bauaufsicht von Jacques-Noël Sané auf Kiel gelegt. Der Stapellauf erfolgte am 11. November 1784 und die Indienststellung 1785.
Zum 1. Januar 1786 gehörte das Schiff, als Teil der Flotte du Ponant (Atlantikflotte), dem 1. Geschwader der französischen Marine mit Heimathafen Brest an. Im Folgejahr war sie Flaggschiff der Escadre d'évolution, einem Ausbildungsverband unter Konteradmiral Armand-Claude Poute de Nieuil, welche im Juni Brest verließ – Lissabon besuchte – und im August wieder in Brest einlief.
Zum Jahreswechsel 1794/95 war sie Teil der Flotte von Admiral de Joyeuse, welche in der sogenannten Croisière du Grand Hiver aus Brest ausgelaufen war und in deren Folge die Superbe zusammen mit sechs weiteren Linienschiffen, darunter das 110-Kanonen-Linienschiff Républicain, wegen schlechtem Wetter verloren ging. Ihre Besatzung wurde durch Pierre Maurice Julien de Quérangal gerettet.

## Bemerkungen
1. ↑  Die französische Einteilung in Rangklassen wich von der britischen ab. Zum Zeitpunkt der Indienststellung der Superbe waren französische Schiffe Zweiten Ranges Zweidecker mit 74 Kanonen.
2. ↑  Der entsprechende Rang eines Konteradmiral wurde zu dieser Zeit in der französischen Marine als Chef d'escadre, ab 1791 als Contre-Amiral, bezeichnet.